# 9A–91
A 9A–91 kompakt gépkarabély, az orosz rendőrségi bevetési erők által használt fegyver.

## Történet
A 9A–91 gépkarabélyt eredetileg az A91 fegyvercsalád részeként fejlesztették ki, amelyek 7,62×39, 5,45×39, 9×39 és 5,56×45 mm-es lőszereket tüzelhettek. Ezek közül csupán a 9 mm-es változat lépett alacsony számú sorozatgyártásba a Tulai Fegyvergyárban 1994-ben. A fegyvert a tulai KBP tervezőirodában tervezték, eredetileg a hadsereg számára mint egyéni önvédelmi fegyvert, de alkalmazásba került a belügyi csapatok és az orosz rendőrség berkein belül is, mint olcsóbb (és  sokoldalúbb) riválisaként az SZR–3 Vihr kompakt gépkarabélynak. A 9A–91 alapjául szolgált az integrált hangtompítóval felszerelt deszant-mesterlövészpuskának, a VSZK–94-nek, amely szintén a 9×39 mm-es lőszert használja.

## Jellemzői
A 9A–91 gázelvezetéses, forgó zárfejes reteszelésű, gázdugattyúval működik, amely a fegyvercső felett található. A tok acéllemezből sajtolt, a pisztolymarkolat polimerből készült. Az acél válltámasz használaton kívül a tok fölé hajtható. A tűznemváltó billentyűt a zárvezető jobb oldalára hegesztették. A tűzbiztosító kar a tok bal oldalán található, a sátorvas felett, az egyeslövés és sorozatlövés tűznemek közötti váltást teszi lehetővé. A felnyitható hátsó irányzék 100-200 méter lőtávolságra állítható, de a relatíve rövid irányzék alapzat és a szubszonikus lövedék meredek röppályája a célzott lőtávolságot 100 méterre csökkenti, bár a 9×39 mm-es lőszer messze megelőzi a 9 mm-es lövedékeket tüzelő géppisztolyok átütőképességét, de még az 5,45 és 5,56 mm-es lőszert használó kompakt gépkarabélyokat is, mint az AKSZ–74U vagy a HK–53. 
A jelenleg gyártott 9A–91 gépkarabélyokat szereléksínnel látják el a tok bal oldalán, amely lehetővé teszi nappali (távcső vagy red-dot) vagy infravörös tartományú irányzékok felszerelését.

## Fordítás
- Ez a szócikk részben vagy egészben  a(z)   9A-91 című angol Wikipédia-szócikk ezen változatának fordításán alapul.  Az eredeti cikk szerkesztőit annak laptörténete sorolja fel. Ez a jelzés csupán a megfogalmazás eredetét és a szerzői jogokat jelzi, nem szolgál a cikkben szereplő információk forrásmegjelöléseként.